# شرک ۳
شرک ۳ (به انگلیسی: Shrek the Third) فیلمی پویانمایی فانتزی کمدی آمریکایی محصول سال ۲۰۰۷ است که بر اساس کتاب مصور کودکان در سال ۱۹۹۰ به نام شرک! اثر ویلیام استیگ ساخته شده است. این فیلم توسط کریس میلر و ریمن هویی از فیلم‌نامه‌ای توسط جفری پرایس، پیتر اس. سیمن، میلر و تهیه‌کننده آرون وارنر و داستانی توسط اندرو آدامسون، کارگردان مشترک دو قسمت قبل، کارگردانی شده است. این دنباله شرک ۲ (۲۰۰۴) و سومین قسمت از مجموعه فیلم‌های شرک است. در این فیلم مایک مایرز، ادی مورفی، کامرون دیاز، آنتونیو باندراس، روپرت اورت، جولی اندروز و جان کلیز صداپیشگی خود را از فیلم‌های قبلی به همراه صداپیشگان جدید، جاستین تیمبرلیک در نقش آرتور پندراگون و اریک آیدل در نقش مرلین، تکرار می‌کنند. در این فیلم، پرنس چارمینگ قصد دارد شرک و فیونا را که پس از مرگ پادشاه هارولد تاج و تخت را به ارث برده‌اند، سرنگون کند. شرک هیچ علاقه‌ای به حکومت پادشاهی ندارد و تلاش می‌کند تا پسرعموی ۱۶ ساله ضعیف فیونا، آرتی را متقاعد کند که به جای او سلطنت کند.
شرک ۳ در ۶ مه ۲۰۰۷ در تئاتر مان ویلیج، وست‌وود در لس آنجلس به نمایش درآمد و در ۱۸ مه ۲۰۰۷ توسط پارامونت پیکچرز در سینماهای ایالات متحده اکران شد. با وجود نقدهای متفاوت، این فیلم یک موفقیت تجاری بود و با بودجه ۱۶۰ میلیون دلاری، ۸۱۳ میلیون در سرتاسر جهان فروخت و تبدیل به چهارمین فیلم پرفروش ۲۰۰۷ شد. این فیلم نامزد بهترین فیلم پویانمایی در شصت و یکمین دوره جوایز بفتا شد. دنباله آن، شرک برای همیشه در ۲۱ مه ۲۰۱۰ اکران شد.

## داستان
شرک و پرنسس فیونا قرار است جانشین پادشاه هارولد شوند، اما تلاش‌های شرک برای خدمت به‌عنوان نایب‌السلطنه در دوران بیماری هارولد به فاجعه ختم می‌شود، چرا که او هیچ علاقه‌ای به پادشاهی سرزمین خیلی خیلی دور ندارد. هارولد در واپسین لحظات زندگی‌اش به شرک می‌گوید که یک وارث دیگر وجود دارد: برادرزاده‌اش و پسرعموی فیونا، آرتور «آرتی» پندراگون. در همین حال، پرنس چارمینگ که سوگند خورده مرگ مادرش، فرشته نجات، را تلافی کند و پادشاه شود، به میخانه سیب سمی می‌رود و شخصیت‌های شرور قصه‌ پریان را قانع می‌کند که برای رسیدن به «خوشبختی همیشگی» خودشان بجنگند و به او در تصرف سرزمین خیلی دور کمک کنند.
شرک به همراه دوستانش، خر و گربه چکمه‌پوش، به دنبال آرتی می‌روند. در حالی که آنها در سفر دریایی هستند، فیونا به شرک می‌گوید که باردار است. این موضوع شرک را وحشت‌زده می‌کند، زیرا او فکر می‌کند توانایی تربیت فرزند را ندارد. آنها به آکادمی وورستشایر، یک مدرسه شبانه‌روزی جادویی سطح بالا، می‌رسند و می‌فهمند که آرتی یک نوجوان لاغر و ۱۶ ساله است که از اجتماع طرد شده. در یک مراسم تشویق مدرسه، شرک به آرتی می‌گوید که او برای پادشاهی سرزمین خیلی خیلی دور انتخاب شده است. آرتی ابتدا هیجان‌زده می‌شود، اما پس از اینکه خر و گربه به‌طور ناخواسته درباره مسئولیت‌های پادشاهی صحبت می‌کنند، دچار وحشت می‌شود. آرتی که اعتماد به‌ نفسش را از دست داده، تلاش می‌کند کنترل کشتی را به دست بگیرد و آن را به سمت وورستشایر برگرداند. در پی یک درگیری با شرک، کشتی در جزیره‌ای دورافتاده سقوط می‌کند. در آنجا، آنها با معلم جادوی بازنشسته آرتی، مرلین، روبه‌رو می‌شوند که این دو را متقاعد می‌کند تا با یکدیگر ارتباط بهتری برقرار کنند.
فیونا و ملکه لیلیان در حال برگزاری یک جشن نوزاد هستند که چارمینگ و شرورها به قلعه حمله می‌کنند. جینجی، پینوکیو، گرگ بد بزرگ، و سه خوک کوچک برای مدتی گروه چارمینگ را معطل می‌کنند تا خانم‌ها بتوانند فرار کنند. اما وقتی یکی از خوک‌ها به‌طور تصادفی فاش می‌کند که شرک برای پیدا کردن آرتی رفته است، چارمینگ کاپیتان هوک و دزدان دریایی‌اش را می‌فرستد تا آنها را پیدا کنند. راپونزل که عاشق چارمینگ شده است، به فیونا خیانت می‌کند و خانم‌ها در سیاه‌چال‌های قلعه زندانی می‌شوند.
کاپیتان هوک و دزدان دریایی‌اش در جزیره مرلین به شرک می‌رسند. شرک از اسارت فرار می‌کند و هوک به او خبر می‌دهد که چارمینگ کنترل سرزمین خیلی خیلی دور را به دست گرفته است. شرک آرتی را متقاعد می‌کند که به وورستشایر برگردد، اما آرتی مرلین را فریب می‌دهد تا از جادوی خود استفاده کرده و آنها را به سرزمین خیلی دور منتقل کند. جادو مؤثر است، اما به‌طور تصادفی باعث می‌شود که گربه و خر بدن‌هایشان با هم عوض شود. آنها با پینوکیو روبه‌رو می‌شوند و می‌فهمند که چارمینگ قصد دارد شرک را به‌عنوان بخشی از یک نمایش به قتل برساند. پس از نفوذ به قلعه، آنها دستگیر شده و به اسارت درمی‌آیند.
چارمینگ آماده می‌شود تا آرتی را بکشد و تاج و تخت را حفظ کند. برای نجات جان آرتی، شرک دروغ می‌گوید و ادعا می‌کند که فقط از آرتی استفاده کرده تا او را به‌جای خود به‌عنوان پادشاه بعدی معرفی کند. چارمینگ حرف شرک را باور می‌کند و به آرتی که دل‌شکسته شده، اجازه می‌دهد برود. خر و گربه که با فیونا، لیلیان و دیگر پرنسس‌ها زندانی شده‌اند، شاهد ناامیدی فیونا از بی‌تحرکی آنها هستند. لیلیان با یک ضربه سر، دیواری از زندان را خراب می‌کند. در همین حال، پرنسس‌ها برای نجات شرک دست به کار می‌شوند و خر و گربه نیز جینجی، پینوکیو و دیگران را به همراه اژدها و فرزندان خر آزاد می‌کنند. آنها آرتی را متقاعد می‌کنند که شرک برای نجات جان او دروغ گفته است.
چارمینگ یک دوئل نمایشی در یک تئاتر موسیقی در برابر مردم پادشاهی ترتیب می‌دهد. درست زمانی که چارمینگ قصد دارد شرک، فیونا، خر و گربه را بکشد، پرنسس‌ها و دیگر شخصیت‌های قصه پریان با شرورها روبه‌رو می‌شوند، اما به سرعت مغلوب می‌شوند. آرتی وارد می‌شود و با یک سخنرانی شرورها را متقاعد می‌کند که می‌توانند به جای مطرود شدن، در جامعه پذیرفته شوند. تحت تأثیر سخنان آرتی، شرورها از رفتارهای شرورانه خود دست می‌کشند. اما چارمینگ حاضر به گوش دادن نمی‌شود و با شمشیر به سمت آرتی حمله می‌کند. شرک ضربه را دفع می‌کند و به نظر می‌رسد که او زخمی شده است. چارمینگ خود را پادشاه جدید اعلام می‌کند، اما شرک فاش می‌کند که چارمینگ ضربه را اشتباه زده است. سپس شرک او را کنار می‌زند و اژدها برج صحنه را روی چارمینگ می‌اندازد و او را فوراً می‌کشد.
با مرگ چارمینگ، آرتی به‌عنوان پادشاه جدید سرزمین خیلی خیلی دور تاج‌گذاری می‌کند. در حالی که پادشاهی مشغول جشن و شادی است، مرلین ظاهر می‌شود و جادوی تغییر بدن گربه و خر را برمی‌گرداند. مدتی بعد، در باتلاق، شرک و فیونا زندگی جدید خود را با تربیت سه‌قلوهایشان آغاز می‌کنند. آنها با کمک خر، گربه، لیلیان و اژدها با چالش‌های پدر و مادری کنار می‌آیند و خانواده‌ای شاد و متحد را تشکیل می‌دهند.

## صداپیشگان
- مایک مایرز در نقش شرک
- ادی مورفی در نقش خر
- کامرون دیاز در نقش پرنسس فیونا
- آنتونیو باندراس در نقش گربه چکمه‌پوش
- جولی اندورز در نقش ملکه لیلیان
- جان کلیز در نقش پادشاه هارولد
- روپرت اورت در نقش پرنس چارمینگ
- اریک آیدل در نقش مرلین
- جاستین تیمبرلیک در نقش آرتور «آرتی» پندراگون
- کنراد ورنن در نقش مرد شیرینی زنجفیلی، رامپل استیلتسکین، مرد اسبی بدون سر
- کودی کامرن در نقش پینوکیو، سه خوک، فرگوس
- لری کینگ در نقش دوریس خواهر ناتنی زشت
- کریستوفر نایتز در نقش سه موش کور
- ایمی پولر در نقش سفیدبرفی
- مایا رودولف در نقش راپونزل
- آرون وارنر در نقش گرگ
- چری اوتری در نقش زیبا خفته
- ایان مک‌شین در نقش کاپیتان هوک
- سوزان بلیکسلی در نقش ملکه شیطانی
- ریجیس فیلبین در نقش میبل خواهر ناتنی زشت
- مارک ولی در نقش سایکلوپس
- کریس میلر در نقش استاد عروسک
- جان کرازینسکی در نقش لانسلوت
- ست روگن در نقش کاپیتان کشتی
- تام کین در نقش نگهبان شماره ۱
- کاری والگرن در نقش پیرزن

## تولید
پس از موفقیت شرک ۲، در مه ۲۰۰۴، مدیرعامل دریم‌ورکس انیمیشن، جفری کاتزنبرگ، اعلام کرد که قسمت‌های سوم و چهارم شرک به همراه برنامه‌هایی برای یک فیلم پنجم و نهایی در دست ساخت هستند. او اظهار داشت: «شرک ۳ و ۴ به پرسش‌های بی‌پاسخ دیگری پاسخ خواهند داد و در نهایت، در فصل آخر، خواهیم فهمید چگونه شرک به آن باتلاق رسید، جایی که او را در فیلم اول ملاقات می‌کنیم.»
دریم‌ورکس جفری پرایس و پیتر اس. سیمن (فیلم‌نامه‌نویسان فیلم‌هایی مانند چه کسی برای راجر رابیت پاپوش دوخت؟، دکتر هالیوود و چگونه گرینچ کریسمس را دزدید) را برای نگارش فیلم‌نامه استخدام کرد. همچنین جان زاک، نویسنده فیلم بالاترین نمره، به‌عنوان مشاور به تیم اضافه شد. برخلاف دو فیلم اول، این فیلم توسط اندرو آدامسون کارگردانی نشد، زیرا او مشغول کار بر روی فیلم سرگذشت نارنیا: شیر، کمد و جادوگر بود. با این حال، آدامسون به‌عنوان تهیه‌کننده اجرایی در پروژه حضور داشت و تقریباً هر چهار ماه یک‌بار در مورد وضعیت فیلم مشاوره می‌داد. شرک ۳ به جای آدامسون توسط کریس میلر، هنرمند داستان در فیلم اول و سرپرست داستان در فیلم دوم، کارگردانی شد و ریمن هویی، پویانمای ارشد دو فیلم اول، به‌عنوان کارگردان مشترک حضور داشت. همچنین میلر و تهیه‌کننده آرون وارنر، به همراه پرایس و سیمن، در نگارش فیلم‌نامه همکاری کردند.
فیلم در ابتدا قرار بود در نوامبر ۲۰۰۶ اکران شود، اما در دسامبر ۲۰۰۴، تاریخ اکران به مه ۲۰۰۷ تغییر یافت. جفری کاتزنبرگ توضیح داد: «بزرگی فرنچایز شرک ما را به این نتیجه رساند که یک تاریخ اکران در ماه مه، به همراه انتشار دی‌وی‌دی در فصل تعطیلات، به ما این امکان را می‌دهد که عملکرد فیلم را به حداکثر برسانیم و سودآوری را افزایش دهیم و در نتیجه ارزش دارایی‌ها و بازدهی برای سهام‌دارانمان را بهبود بخشیم.» به جای شرک ۳، برآب‌رفته از دیگر آثار استودیوی انیمیشن دریم‌ورکس، در نوامبر ۲۰۰۶ به نمایش درآمد. این تغییر تاریخ اکران همچنین یک روز پس از آن انجام شد که دیزنی/پیکسار تاریخ اکران فیلم ماشین‌ها را از ۴ نوامبر ۲۰۰۵ به ۹ ژوئن ۲۰۰۶ تغییر داد.

## بازخورد

### گیشه
شرک ۳ در ۱۸ مه ۲۰۰۷ در ۴,۱۲۲ سینمای آمریکای شمالی اکران شد و در روز نخست نمایش خود ۳۸ میلیون دلار فروش داشت که در آن زمان بزرگ‌ترین افتتاحیه روز اول برای یک فیلم پویانمایی بود. این فیلم در اولین آخر هفته خود ۱۲۱٫۶ میلیون دلار فروخت، که بهترین افتتاحیه آخر هفته برای یک فیلم پویانمایی و دومین افتتاحیه بزرگ سال ۲۰۰۷ در ایالات متحده پس از مرد عنکبوتی ۳ بود. این رکورد برای ۹ سال باقی ماند تا اینکه در جستجوی دوری در سال ۲۰۱۶ با افتتاحیه‌ای ۱۳۵٫۱ میلیون دلاری آن را شکست. در زمان خود، افتتاحیه آخر هفته شرک سوم سومین بالاترین افتتاحیه تمام دوران در این منطقه بود.
شرک ۳ در مجموع ۳۲۲٫۷ میلیون دلار در ایالات متحده و ۴۹۰٫۷ میلیون دلار در بازارهای بین‌المللی فروش داشت و مجموع فروش جهانی آن به ۸۱۳٫۴ میلیون دلار رسید. این فیلم چهارمین فیلم پرفروش جهان در سال ۲۰۰۷ و دومین فیلم پرفروش در ایالات متحده در همان سال بود. علاوه بر این، این فیلم پرفروش‌ترین فیلم انیمیشن سال ۲۰۰۷ و سومین فیلم انیمیشن پرفروش تاریخ بود، که تنها پشت سر در جستجوی نمو و شرک ۲ قرار داشت. تخمین زده می‌شود که این فیلم حدود ۴۶٫۹ میلیون بلیت در آمریکای شمالی فروخته باشد.
این فیلم در ۲۹ ژوئن ۲۰۰۷ در بریتانیا اکران شد و برای دو هفته متوالی در صدر جدول فروش این کشور قرار داشت، تا اینکه هری پاتر و محفل ققنوس جایگاهش را گرفت.

### پاسخ انتقادی
در وبگاه جمع‌آوری نقد راتن تومیتوز، ٪۴۱ از ۲۱۳ بررسی منتقدان مثبت است، و میانگینِ امتیاز آن ۵٫۵/۱۰ است. اجماع این وبگاه چنین می‌نویسد: «شرک سوم تیرهای شانسی فراوانی در فرهنگ پاپ دارد، اما به قیمت دل، جذابیت و شوخ‌طبعی که دو فیلم نخست شرک را به کلاسیک تبدیل کرده‌است.» این فیلم در متاکریتیک که از میانگین وزنی استفاده می‌کند، بر اساس نظر ۳۵ منتقدین امتیاز ۵۸ از ۱۰۰ را کسب کرده که نشان‌گر «نقدهای مختلط یا متوسط» است.

## رسانه خانگی
این فیلم در ۱۳ نوامبر ۲۰۰۷ بر روی دی‌وی‌دی و اچ‌دی دی‌وی‌دی منتشر شد. نسخه دی‌وی‌دی در دو فرمت مجزا، یکی با نسبت تصویر معمولی و دیگری عریض عرضه شد. نسخه اچ‌دی دی‌وی‌دی فیلم و ویژگی‌های ویژه آن با نسبت تصویر عریض ۱٫۷۸:۱ در وضوح بالای ۱۰۸۰پی و صدای دالبی دیجیتال پلاس ۵٫۱ ارائه شدند. ویژگی‌های ویژه هر دو فرمت شامل چندین صحنه حذف‌شده، مستندات، تریلرها، نظرات سازندگان، موزیک ویدئوها، و موارد دیگر بود. نسخه اچ‌دی دی‌وی‌دی به‌طور اختصاصی دارای قابلیت‌های تعاملی پیشرفته‌ای مانند فرمت اچ‌دی‌آی اینتراکتیو و ویژگی‌های وب‌محور بود. از جمله این قابلیت‌ها می‌توان به یک مسیر ویژه اطلاعات، راهنمای فیلم و یک کتاب رنگ‌آمیزی تعاملی اشاره کرد که از تاریخ عرضه قابل دانلود بود.
پس از تصمیم پارامونت برای متوقف کردن تولید اچ‌دی دی‌وی‌دی (که باعث شد شرک ۳ تنها فیلم پویانمایی دریم‌ورکس باشد که در این فرمت منتشر شد)، این فیلم در ۱۶ سپتامبر ۲۰۰۸ بر روی دیسک بلوری عرضه شد. سپس، در ۷ دسامبر ۲۰۱۰، به‌عنوان بخشی از مجموعه شرک: کل داستان دوباره روی بلوری منتشر شد. انتشار جداگانه دیگری نیز در ۳۰ اوت ۲۰۱۱ انجام شد و در ۱ نوامبر ۲۰۱۱ نسخه بلوری سه‌بعدی آن به‌طور انحصاری از طریق فروشگاه بست بای عرضه شد. شرک ۳ در ۱۲ سپتامبر ۲۰۲۳ توسط سرگرمی خانگی یونیورسال پیکچرز بر روی فرمت اولترا اچ‌دی بلوری منتشر شد.
فروش نسخه‌های دی‌وی‌دی و بلوری این فیلم درآمدی معادل ۱۷۹٫۱ میلیون دلار به همراه داشت.

## بازاریابی
شرک ۳ انتظارات زیادی را برانگیخته بود و دریم‌ورکس فیلم را با یک کمپین بازاریابی گسترده حمایت کرد. در طول سال ۲۰۰۷، اسباب‌بازی‌ها، کتاب‌ها، بازی‌ها، لباس‌ها و بسیاری اقلام دیگر مرتبط با فیلم عرضه شدند. یک بازی ویدئویی بر اساس این فیلم برای کنسول‌های وی، پلی‌استیشن ۲، ایکس‌باکس ۳۶۰، گیم بوی ادونس، پلی‌استیشن همراه، رایانه شخصی و نینتندو دی‌اس منتشر شد.
در مه ۲۰۰۷، یک بازی ویدئویی موبایل با اقتباس از شرک ۳ توسط گیم‌لافت توسعه یافت. علاوه بر این، بازی شرک ان رول، یک بازی اکشن معمایی بر اساس فیلم، در ۱۴ نوامبر ۲۰۰۷ از طریق ایکس‌باکس لایو آرکید برای ایکس‌باکس ۳۶۰ منتشر شد. همچنین، یک ماشین پین‌بال بر اساس این فیلم توسط استرن پین‌بال تولید شد.

### تلاش بازاریابی طنز
تیم کمدی ادالت سویم، تیم و اریک، که از حجم زیاد تبلیغات مرتبط با فیلم در ماه‌های منتهی به اکران آن ناراضی بودند، تصمیم گرفتند به‌طور مستقل این فیلم را تبلیغ کنند. آنها این کار را از طریق یک سری ویدئوهای اینترنتی و همچنین حضور در برنامه‌های تلویزیونی و رادیویی انجام دادند تا مردم را به تماشای فیلم تشویق کنند.

## جنجال
در ابتدای فیلم، در نمایش شام پرنس چارمینگ، مشخص می‌شود که صدای سم اسب‌ها با استفاده از نارگیل ایجاد شده است. این شوخی پیش‌تر در مانتی پایتون و جام مقدس نیز استفاده شده بود، فیلمی که جان کلیز و اریک آیدل نیز در آن بازی کرده بودند. آیدل هنگام نمایش افتتاحیه فیلم از سالن خارج شد (هرچند پس از آرام شدن دوباره به سالن بازگشت) و ادعا کرد که در حال بررسی شکایت از تهیه‌کنندگان شرک به‌دلیل استفاده غیرمجاز از این شوخی است. از طرف دیگر، تهیه‌کنندگان ادعا کردند که با گنجاندن این بخش در فیلم قصد داشتند به آیدل و کلیز ادای احترام کنند.

## دنباله
دنباله این فیلم، شرک برای همیشه در ۲۱ مه ۲۰۱۰ در سینماها اکران شد و پس از آن شرک ۵ که در حال توسعه است در ۲۳ دسامبر ۲۰۲۶ منتشر خواهد شد.